# Põltsamaa
Põltsamaa este un oraș (linn) în Județul Jõgeva, Estonia.

## Istoric
Pe data de 30 iunie 1926 a avut loc prima atestare documentară a orașului Põltsamaa. După cel de-Al Doilea Război Mondial, mai mult de 75% din oraș a fost distrus. Între 1950 și 1965, Põltsamaa a fost capitala districtului/județului.

## Populație
| 1922 | 1934 | 1939 | 1959 | 1970 | 1979 | 1989 | 2000 | 2010 |
| ---- | ---- | ---- | ---- | ---- | ---- | ---- | ---- | ---- |
| 2100 | 2609 | 3034 | 3667 | 4523 | 4923 | 5261 | 4802 | 4666 |